# Flabellum japonicum
Flabellum japonicum är en korallart som beskrevs av Henry Nottidge Moseley 1881. Flabellum japonicum ingår i släktet Flabellum och familjen Flabellidae. Inga underarter finns listade i Catalogue of Life.